# Clais
Clais település Franciaországban, Seine-Maritime megyében. Lakosainak száma 263 fő (2022. január 1.). Clais Bailleul-Neuville, Baillolet, Callengeville, Fesques, Lucy és Smermesnil községekkel határos.

## Népesség
A település népességének változása:
| Lakosok száma | 247  | 257  | 258  | 268  | 259  | 259  | 260  | 261  | 262  | 263  |
|               | 2013 | 2014 | 2015 | 2016 | 2017 | 2018 | 2019 | 2020 | 2021 | 2022 |